# Segni diacritici dell'alfabeto greco
L'alfabeto greco, in origine, non possedeva alcun segno diacritico: per molti secoli la lingua è stata scritta soltanto in lettere maiuscole. I segni diacritici hanno cominciato a essere introdotti nel periodo ellenistico e sono divenuti sistematici nel Medioevo, a partire dal IX secolo. Il greco è quindi il risultato di molti secoli di evoluzione linguistica, che ha interessato anche i relativi segni diacritici.

## Sviluppo storico
L'alfabeto greco è attestato dall'VIII secolo a.C. Fino al 403/402 a.C., le lettere greche - esclusivamente scritte in maiuscolo - si tracciavano in modo diverso a seconda delle città e delle regioni. A partire dal 403/402 a.C. (anno dell'arcontato di Euclide), gli Ateniesi decisero di impiegare una versione dell'alfabeto ionico, che si è via via arricchito e, soprattutto, si è imposto al resto del mondo greco, scalzando, più o meno velocemente, gli altri alfabeti epicorici (locali). Il modello ionico, ovviamente, è anch'esso composto delle sole lettere maiuscole.
L'inventore degli spiriti - segni di aspirazione (che era già marcata su alcune iscrizioni, ma non tramite segni diacritici, bensì per mezzo di lettere) - e degli accenti sarebbe stato Aristofane di Bisanzio; il loro utilizzo iniziò a diffondersi da allora e venne perfezionato in epoca medievale. Gli accenti e gli spiriti fecero la loro comparsa (sporadica) nei papiri solo a partire dal II secolo.
Nel IX secolo l'uso della punteggiatura nei testi, delle minuscole e dei segni diacritici diventa sistematico.
Nel 1982, tuttavia, l'antico sistema, detto «politonico», essendo composto da segni divenuti da secoli ormai inutili, in quanto non rispecchiavano più la realtà fonetica della lingua parlata, fu semplificato: nacque così il sistema «monotonico», odierno sistema ufficiale del greco moderno, sei anni dopo la legittimazione del demotico (gr. δημοτική) come lingua ufficiale nel 1976 a scapito dell'arcaizzante katharevousa; nel sistema monotonico esiste solo l'accento acuto che si segna solo sui polisillabi e su alcuni monosillabi con funzione diacritica. Ovviamente le edizioni di testi greci antichi, e in parte anche quelli in katharevousa, continuano a impiegare il sistema politonico.

## Sistema politonico
I segni diacritici che servivano al greco antico sono molto più numerosi di quelli del greco moderno. Si chiama sistema politonico (πολυτονικὸν σύστημα polytonikòn sýstēma), l'insieme di norme di utilizzo dei segni diacritici della lingua antica: questa lingua, infatti, si distingueva per la presenza di tre accenti musicali, di fatto delle modulazioni, da cui il termine politonico, cioè «a più intonazioni». Questo sistema si oppone a quello detto «monotonico», utilizzato attualmente dal greco moderno (cfr. infra).

### Spiriti
Gli spiriti si scrivevano soltanto su una vocale o un dittongo iniziale e sulla consonante rho (Ρ ρ). Il loro nome (in greco πνεῦμα, in latino spiritus) significa propriamente «soffio». Essi indicano la presenza (spirito aspro: ῾ ) o l'assenza (spirito dolce: ᾿ ) di un'aspirazione iniziale nella pronuncia della parola.
Vengono posti:
- sopra la lettera, se è minuscola: ἁ, ἀ, ῥ, ῤ;
- a sinistra di una lettera maiuscola: Ἁ, Ἀ, Ῥ, ᾿Ρ;
- sulla seconda vocale di un dittongo: αὑ, αὐ, Αὑ, Αὐ.

Ogni parola che inizi per vocale o rho deve avere uno spirito. Un testo che sia scritto interamente in lettere maiuscole, tuttavia, non avrà alcuno spirito. Uno iota ascritto (cfr. infra), dal momento che non può avere segni diacritici, sarà scritto in questo stesso modo: Ἄιδης non è quindi composto dal dittongo ᾰι, che sarebbe piuttosto scritto Αἵ- (nel caso fosse in maiuscolo), ma dal dittongo con primo elemento lungo ᾱι.

#### Spirito aspro
In origine, nell'alfabeto utilizzato dagli Ateniesi, il fonema /h/ era reso dalla lettera eta (H), da cui deriva l'H latina. Nel momento della riforma del 403 a.C., il modello ionico fu normalizzato e imposto, di fatto, al resto della Grecia. In tale modello la stessa lettera identificava ormai un /ɛː/ (e lunga aperta), dal momento che la lettera H era diventata inutile a causa della psilosi (la scomparsa dell'aspirazione) avvenuta nel greco ionico. Pertanto, una volta che il modello ionico si diffuse sul territorio, non fu più possibile segnalare il fonema /h/ nonostante fosse rimasto nella pronuncia di certi dialetti, fra cui lo ionico-attico di Atene e, di conseguenza, la koinè, fino all'epoca imperiale.
Aristofane di Bisanzio, nel III secolo a.C., regolarizzò l'utilizzo di un H diviso in due, di cui si trovano attestazioni epigrafiche anteriori (per esempio a Taranto). Questa parte di H originò ˫ (Heta), carattere in seguito semplificato in ҅ nei papiri e poi in ῾ a partire dal XII secolo, diventando il segno diacritico chiamato πνεῦμα δασύ pnèuma dasý, «spirito aspro». Non bisogna dimenticare che a quest'epoca il fonema /h/ era già sparito dal greco: l'invenzione e la perfezione di questo segno diacritico di fatto inutile è quindi un arcaismo grammaticale eccezionale.
L'impiego dello spirito aspro come segno diacritico, tuttavia, si limita alle vocali iniziali e al rho ad inizio di parola; non è quindi possibile segnalare la presenza di [h] all'interno di un termine o davanti a una consonante: ὁδός si legge hodós («strada»), ma nel composto σύνοδος sǜnodos («riunione», da cui l'italiano sinodo) nulla indica che bisognerebbe leggere sǜnhodos. Nella grammatica greca una parola che inizia con [h] è detta δασύς dasǜs («aspro»).
Nel dialetto ionico-attico, quello di Atene (che ha dato origine, attraverso la koinè, al greco moderno), il fonema /r/ era sempre sordo ad inizio di parola: ῥόδον («rosa») si pronunciava /'r̥odon/ e non /'rodon/. Per segnalare questo fenomeno, il ruolo dello spirito aspro venne esteso: ogni rho iniziale deve quindi averlo.
Le ragioni della presenza dello spirito aspro restano comunque storiche per quanto riguarda le parole. La sua presenza deriva infatti dalla caduta di consonanti per lo più scomparse dall'alfabeto greco (j, Ϡ, Ϝ, Ϟ) che erano originariamente poste all'inizio delle parole e che quindi lasciano il loro segno di caduta con lo spirito aspro o semplicemente la presenza di σ all'inizio delle parole, come il verbo deponente ἕπομαι che originariamente era *σέπομαι. Quest'ultimo esempio si spiega con il verbo latino "sequor", che resta deponente come in greco e senza cambiare il proprio significato (ovvero "seguire") ma mantenendo l'originale s.

#### Spirito dolce
Mentre lo spirito aspro indica la presenza di un fonema, [h], lo spirito dolce indica l'assenza di tale fonema: di fatto, non ha alcun ruolo, se non quello di agevolare la lettura; in effetti, dal momento che possono averlo soltanto le vocali iniziali, esso indica chiaramente l'inizio delle parole. Nei manoscritti medievali, spesso di lettura disagevole, è evidente che un tal segno ricopre un ruolo tutt'altro che secondario.
L'invenzione dello spirito dolce - πνεῦμα ψιλόν pnèuma psilòn «spirito semplice» è anch'essa attribuita ad Aristofane di Bisanzio, ma il segno era preesistente. Graficamente è la banale inversione di quello aspro: il semi eta ˧ si trasformò in   ҆ e successivamente in  ᾿.
In molte edizioni due rho contigue all'interno di uno stesso termine sono scritte -ῤῥ-, come in πολύῤῥιζος polýrrizos («che ha molte radici»).

### Accenti
La lingua greca, a differenza di quella italiana e di molte altre lingue moderne, ma similmente ad altre (come il lituano), aveva un accento musicale, consistente cioè non nell'intensità vocale, ma nell'altezza del suono. Si distinguono tre tipi di accento:
- l'accento acuto (´), che rappresenta un'elevazione (↗) della voce;
- l'accento grave (`), che rappresenta un abbassamento (↘) della voce;
- l'accento circonflesso (^), che rappresenta un'iniziale elevazione e un successivo abbassamento della voce (↗↘).

La collocazione degli accenti segue quella degli spiriti: 
- sopra una lettera minuscola: ά, ᾶ, ὰ;
- a sinistra di una maiuscola (in questo caso, il segno è necessariamente preceduto da uno spirito: Ἄ, Ἂ, Ἆ);
- sulla seconda vocale di un dittongo, eventualmente preceduto da uno spirito: αύ, αὺ, αῦ, αὔ, αὒ, αὖ, Αὔ, Αὒ, Αὖ. L'accento, però, si pronuncia sulla prima vocale del dittongo.

L'accento non viene segnato sulle enclitiche e sulle proclitiche, né su iota ascritto.

#### Accento acuto
Il τόνος ὀξύς tónos oxýs, «intonazione acuta», rappresenta una elevazione della voce. Secondo la testimonianza dei filologi antichi, questa elevazione raggiungeva l'intervallo musicale di una quinta.
L'accento acuto può trovarsi su una qualsiasi vocale o dittongo, ma la sua posizione è determinata dalle leggi di limitazione (in pratica non può risalire oltre la terzultima sillaba se l'ultima vocale è breve, e oltre la penultima se l'ultima vocale è lunga).

#### Accento grave
L'intonazione grave o τόνος βαρύς tónos barýs è segnalata dall'accento grave. Non è possibile determinare esattamente come fosse realizzata questa intonazione. In un primo tempo, ogni vocale atona poteva avere questo segno diacritico, cosa che lascerebbe pensare che non si trattasse di un'intonazione particolare ma di una sua assenza. L'uso ne ha tuttavia limitato l'impiego: oggi, infatti, normalmente, si utilizza l'accento grave in luogo dell'accento acuto in ogni fine di parola che non sia davanti a una pausa o interpunzione.
Eccezione apparente è anche l'uso dell'accento acuto in fine di parola precedente una enclitica, infatti il fenomeno dell'enclisi destituisce la sillaba accentata dallo status di "ultima" sillaba. Infine le parole con finale accentata mantengono l'accento acuto se citate fuori dal contesto linguistico di appartenenza (voci di vocabolario o parole singole citate in testi scritti in alfabeto latino).

#### Accento circonflesso
È la προσῳδία ὀξυβαρεῖα prosōdía oxybarèia, «melodia acuta e grave», o la περισπωμένη προσῳδία perispōmènē prosōdía, «melodia obliqua» il cui segno è l'unione di un accento acuto e di uno grave, e nelle edizioni moderne può trovarsi scritto sia   ̂, sia   ̑, sia   ̃.
L'accento circonflesso può trovarsi soltanto su una vocale lunga (ᾱ, η, ῑ, ω, ῡ) o su un dittongo e non oltre la penultima sillaba. La sua posizione nella parola è soggetta alle leggi di limitazione.

#### Dieresi
Apparsa nel Medioevo, la dieresi (διαίρεσις diàiresis) viene posta su uno iota o su uno ypsilon, per indicare che queste due lettere, per ragioni metriche o per cause relative all'origine storica del vocabolo, non formano il secondo elemento di un dittongo ma l'inizio di una nuova sillaba: ῥοΐσκος (roìskos «piccola melagrana»), ἄϋπνος (áypnos «insonne»).
La dieresi può essere combinata con gli accenti ma non con gli spiriti: pertanto non potrà mai trovarsi a inizio di parola.

Dieresi, utilizzata per distinguere la parola ΑΫΛΟΣ (ἄϋλος, "immateriale") dalla parola ΑΥΛΟΣ (αὐλός "flauto")

### Iota sottoscritto o «muto»
La lingua greca classica conosceva dei dittonghi con primo elemento lungo - ᾱι  [aːɪ̯], ηι  [ɛːɪ̯] e ωι  [ɔːɪ̯] — frequenti nella flessione nominale e in quella verbale. Questi dittonghi, tuttavia, sono stati semplificati a partire dal II secolo a.C. nello ionico-attico sia tramite abbreviamento del primo elemento ( [aːɪ̯] >  [aɪ̯]) sia, più frequentemente, per monottongazione ([aːɪ̯] > [aː]). Le iscrizioni antiche riportano AI, HI, ΩΙ, prima del II secolo, Α, Η, Ω dopo.
In seguito, sulla scia della premura etimologica, si riprese a scrivere questo iota, ma senza pronunciarlo. Nei manoscritti medievali a partire dal XIII secolo per indicare la sua natura etimologica e non fonetica si trova scritto sotto la vocale relativa e tale segno diacritico viene chiamato iota sottoscritto: νεανίᾳ neāníāi «giovane», κεφαλῇ kephalḕi «testa», δώρῳ dṑrōi «dono» (tutti e tre al dativo singolare). Tale modo di scrivere è lo standard ancora oggi, anche se alcune edizioni filologiche preferiscono scrivere lo iota per esteso sulla riga, rigettando una regola ortografica medievale applicata a una fase molto più antica della lingua. I dittonghi con la prima lettera maiuscola invece di sottoscrivere lo iota, lo ascrivono: Aι, Hι, Ωι. Uno iota ascritto non ha alcun segno diacritico. Così, il verbo «cantare» si scrive ᾄδω ā̀idō ma Ἄιδω ad inizio frase. L'ultima grafia mostra bene quanto sia importante il posto dei segni diacritici: Ἄι può essere letto soltanto [aːɪ̯]; se si trattasse del dittongo normale (proprio), sarebbe lo iota a ricevere i segni diacritici: Αἴ [aɪ̯].
|                                                                             |  |  |
|                                                                             |  |  |
| Differenti modalità di rappresentazione dello iota ascritto e sottoscritto. |  |  |

### Coronide
In caso di crasi (contrazione di due vocali in iato fra due parole), la vocale sorta dalla fusione delle due vocali ha un segno della stessa forma dello spirito dolce, la κορωνίς korōnís (letteralmente: «piccola linea curva»). Poiché uno spirito dolce può trovarsi soltanto in inizio di parola, non è possibile confonderlo con la coronide: καὶ ἐγώ kài egṑ («anch'io») dà κἀγώ kagṑ dopo la crasi.
La crasi si limita a un piccolo numero di espressioni, fra le quali la celebre definizione dell'«uomo perbene», in greco καλὸς κἀγαθός kalòs kagathós, crasi per καλὸς καὶ ἀγαθός kalòs kài agathòs (propriamente: «bello e buono»).
Quando la prima delle due vocali che si contraggono è aspirata, la coronide è sostituita da uno spirito aspro: ὁ ἐμός ho emòs > οὑμός hūmòs («il mio»). Se è la seconda vocale a essere aspirata e se questa aspirazione può essere indicata tramite una consonante aspirata, resta la coronide: τῇ ἡμέρᾳ tḕi hēmèrāi > θἠμέρᾳ thēmèrāi («il giorno», dativo singolare).
L'uso della coronide risale al Medioevo.

### Modifica dei segni diacritici nel caso di elisione e crasi
In caso di elisione o di aferesi (un'elisione inversa) si possono verificare questi casi:
- elisione semplice: la vocale elisa è sostituita da un apostrofo. Occorre quindi considerare la natura della parola da elidere:
  1. monosillabi tonici e preposizioni e congiunzioni bisillabiche: l'accento sparisce semplicemente. Così μετὰ δέ + ἡμῶν metà dé + hēmṑn > μετὰ δ' ἡμῶν metà d'hēmṑn («con noi»), ἀλλά + ἐγώ allà + egṑ > ἀλλ' ἐγώ all' egố («ma io»);
  2. parola polisillabica con accento acuto finale: l'accento acuto è ritratto sulla sillaba precedente: πολλά + εἶδον pollá + èidon > πόλλ' εἶδον («vidi molte cose»);
- aferesi o elisione inversa: l'uso più frequente consiste nel sostituire la vocale elisa con un apostrofo, mentre l'accento non viene riportato: ὦ ἄναξ ṑ ánax > ὦ 'ναξ ṑ 'nax («o re!»). In certe edizioni, più raramente, l'accento è conservato: ὦ ῎ναξ ṑ ’'nax.

Quando due parole si sono fuse in una per crasi, invece, occorre considerare il secondo termine:
- se è una proclitica, il risultato della crasi è atono: καὶ οὐ kài ū > κοὐ kū («e non»);
- se ha un accento acuto sulla penultima sillaba, la crasi ha normalmente un circonflesso: τὰ ἄλλα tà álla > τἆλλα tā̀lla («le altre cose»);
- negli altri casi, l'accento del secondo termine rimane inalterato: ὦ ἄνθρωπε ṑ ánthrōpe > ὤνθρωπε ṑnthrōpe («o uomo!»).

### Segni filologici
Alcuni segni sono utilizzati a fini puramente grammaticali o filologici; compaiono quindi soltanto nelle opere didattiche, filologiche o scientifiche (epigrafiche, papirologiche, paleografiche, ecc.)
È il caso, ad esempio, dei segni di lunga (◌̄) e di breve (◌̆), segni diacritici risalenti al Medioevo, che permettono di indicare la quantità vocalica α a, ι i, υ u. La scrittura, infatti, è ambigua, poiché lo stesso carattere indica due fonemi. L'alfa α a, per esempio, può valere [a] o [aː]. Per indicare la quantità, si utilizzerà ᾱ ā per [aː] e ᾰ ă per [a]. Allo stesso modo: ῑ ī e ῐ ĭ, ῡ ū e ῠ ŭ.
Infine, nelle edizioni filologiche, le lettere la cui lettura è incerta (di solito perché la fonte è corrotta e non esiste la possibilità di fare confronti con un altro esemplare del testo) hanno un punto sottoscritto (◌̣). A titolo di esempio, si prenda il seguente frammento di Saffo, secondo l'edizione di David A. Campbell, Greek Lyric, Sappho and Alcaeus, ed. Loeb Classical Library (i passaggi mancanti sono tra parentesi quadre - e le eventuali lettere all'interno sono solo congetturate -; il punto singolo indica invece una lettera non leggibile):
]ανάγα̣[
] . [ ]εμνάσεσθ' ἀ[
κ]αὶ γὰρ ἄμμες ἐν νεό[τατι
ταῦ̣τ̣' [ἐ]πόημμεν·
πό̣λ̣λ̣α̣ [μ]ὲν γὰρ καὶ κά[λα
. . .η̣ . [ ]μεν, πολι[
ἀ]μμε̣[ . ]ὀ[ξ]είαις δ̣[
Papiro di Ossirinco 1231, frammento 13 + 2166(a) 7a

### Unione dei segni diacritici
Una vocale iniziale minuscola può avere al massimo due segni diacritici differenti (combinati tra loro), che si collocano sopra di essa.
La loro collocazione risponde a norme precise: l'accento si pone a destra dello spirito o della coronide (ἄ), oppure al di sopra di essi se è circonflesso (ἆ), l'eventuale iota muto si sottoscrive alla lettera che lo precede e non è interessato da segni diacritici.
Se è presente la dieresi, l'accento acuto e quello grave si collocano tra i due puntini, l'accento circonflesso si pone al di sopra di essi: 

Con le maiuscole, i segni diacritici si collocano a sinistra della lettera e lo iota muto è ascritto: Ἄ, Ἆ, Ωι.

## Sistema monotonico
Nel corso della sua lunga storia, la lingua greca ha sempre continuato a evolversi. Durante questo processo l'accento musicale è diventato un accento di intensità, si è perso il fonema [h] (psilosi), lo iota nei dittonghi con prima vocale lunga è caduto. Così, i tre accenti, gli spiriti e lo iota sottoscritto sono dunque inutili nella lingua attuale, la δημοτική dhimotikí e negli usi moderni della καθαρεύουσα (che può conservare per tradizione i segni diacritici antichi).
Occorse attendere tuttavia l'aprile 1982 perché il governo accettasse, per decreto, il sistema detto monotonico (μονοτονικό σύστημα monotonikó sýstima), dal momento che utilizza un solo tipo di accento scritto, che segnala il posto dell'accento tonico, elimina completamente gli spiriti e lo iota sottoscritto. Questo accento unico sostituisce i tre accenti del greco antico. Viene tracciato generalmente come un accento acuto, benché alcuni editori preferiscano un accento dritto, per ben marcare questa distinzione. L'Unicode, al riguardo, offre una collocazione specifica alle lettere accentuate del sistema monotonico. A seconda del font utilizzato, gli accenti acuti politonici e gli accenti monotonici possono avere un tracciato diverso.
Il greco attuale utilizza ancora la dieresi per eliminare le ambiguità: Ευρωπαϊκό Evropaikó, «europeo»; senza dieresi, la parola *Ευρωπαικό si leggerebbe *Evropekò.
L'accento acuto non si impiega normalmente per i monosillabi perché sarebbe pleonastico. Nel caso di omonimie, però, ha funzione distintiva: που pronome relativo è diverso da πού, avverbio interrogativo di luogo («dove?»).
Anche se non si tratta realmente di segni diacritici, è bene segnalare ancora la κεραία kerèa e l'ἀριστερή κεραία aristerì kerèa, che nella numerazione greca servono a distinguere le lettere dai numerali. Così: 1996 = ͵αϡϟϛ, 42 = μβʹ.
| Politonico | Monotonico |
| --- | --- |
| Πάτερ ἡμῶν ὁ ἐν τοῖς οὐρανοῖς· ἁγιασθήτω τὸ ὄνομά σου· ἐλθέτω ἡ βασιλεία σου· γενηθήτω τὸ θέλημά σου, ὡς ἐν οὐρανῷ, καὶ ἐπὶ τῆς γῆς· τὸν ἄρτον ἡμῶν τὸν ἐπιούσιον δὸς ἡμῖν σήμερον· καὶ ἄφες ἡμῖν τὰ ὀφειλήματα ἡμῶν, ὡς καὶ ἡμεῖς ἀφίεμεν τοῖς ὀφειλέταις ἡμῶν· καὶ μὴ εἰσενέγκῃς ἡμᾶς εἰς πειρασμόν, ἀλλὰ ῥῦσαι ἡμᾶς ἀπὸ τοῦ πονηροῦ. Ἀμήν. | Πάτερ ημών ο εν τοις ουρανοίς· αγιασθήτω το όνομά σου· ελθέτω η βασιλεία σου· γενηθήτω το θέλημά σου, ως εν ουρανώ, και επί της γης· τον άρτον ημών τον επιούσιον δος ημίν σήμερον· και άφες ημίν τα οφειλήματα ημών, ως και ημείς αφίεμεν τοις οφειλέταις ημών· και μη εισενέγκης ημάς εις πειρασμόν, αλλά ρύσαι ημάς από του πονηρού. Αμήν. |

## Schema sistemapolitonico

### Lettere maiuscole
| Spirito, ecc... | Accento      | — | Vocali | Vocali | Vocali | Vocali | Vocali | Vocali | Vocali | Vocali        | Vocali        | Vocali        | Rho |
| Spirito, ecc... | Accento      | — | —      | —      | —      | —      | —      | —      | —      | Iota ascritto | Iota ascritto | Iota ascritto | Rho |
| --------------- | ------------ | - | ------ | ------ | ------ | ------ | ------ | ------ | ------ | ------------- | ------------- | ------------- | --- |
| —               | —            |   | Α      | Ε      | Η      | Ι      | Ο      | Υ      | Ω      | Αι            | Ηι            | Ωι            | Ρ   |
| —               | Acuto        | ´ | Ά      | Έ      | Ή      | Ί      | Ό      | Ύ      | Ώ      |               |               |               |     |
| —               | Grave        | ` | Ὰ      | Ὲ      | Ὴ      | Ὶ      | Ὸ      | Ὺ      | Ὼ      |               |               |               |     |
| Dolce           | —            | ᾿ | Ἀ      | Ἐ      | Ἠ      | Ἰ      | Ὀ      |        | Ὠ      | Ἀι            | Ἠι            | Ὠι            |     |
| Dolce           | Acuto        | ῎ | Ἄ      | Ἔ      | Ἤ      | Ἴ      | Ὄ      |        | Ὤ      | Ἄι            | Ἤι            | Ὤι            |     |
| Dolce           | Grave        | ῍ | Ἂ      | Ἒ      | Ἢ      | Ἲ      | Ὂ      |        | Ὢ      | Ἂι            | Ἢι            | Ὢι            |     |
| Dolce           | Circonflesso | ῏ | Ἆ      |        | Ἦ      | Ἶ      |        |        | Ὦ      | Ἆι            | Ἦι            | Ὦι            |     |
| Aspro           | —            | ῾ | Ἁ      | Ἑ      | Ἡ      | Ἱ      | Ὁ      | Ὑ      | Ὡ      | Ἁι            | Ἡι            | Ὡι            | Ῥ   |
| Aspro           | Acuto        | ῞ | Ἅ      | Ἕ      | Ἥ      | Ἵ      | Ὅ      | Ὕ      | Ὥ      | Ἅι            | Ἥι            | Ὥι            |     |
| Aspro           | Grave        | ῝ | Ἃ      | Ἓ      | Ἣ      | Ἳ      | Ὃ      | Ὓ      | Ὣ      | Ἃι            | Ἣι            | Ὣι            |     |
| Aspro           | Circonflesso | ῟ | Ἇ      |        | Ἧ      | Ἷ      |        | Ὗ      | Ὧ      | Ἇι            | Ἧι            | Ὧι            |     |
| Dieresi         | —            | ¨ |        |        |        | Ϊ      |        | Ϋ      |        |               |               |               |     |
| Macron          | —            | ˉ | Ᾱ      |        |        | Ῑ      |        | Ῡ      |        |               |               |               |     |
| Breve           | —            | ˘ | Ᾰ      |        |        | Ῐ      |        | Ῠ      |        |               |               |               |     |

### Lettere minuscole
| Spirito, ecc... | Accento      | — | Vocali | Vocali | Vocali | Vocali | Vocali | Vocali | Vocali | Vocali            | Vocali            | Vocali            | Rho |
| Spirito, ecc... | Accento      | — | —      | —      | —      | —      | —      | —      | —      | Iota sottoscritto | Iota sottoscritto | Iota sottoscritto | Rho |
| --------------- | ------------ | - | ------ | ------ | ------ | ------ | ------ | ------ | ------ | ----------------- | ----------------- | ----------------- | --- |
| —               | —            |   | α      | ε      | η      | ι      | ο      | υ      | ω      | ᾳ                 | ῃ                 | ῳ                 | ρ   |
| —               | Acuto        | ´ | ά      | έ      | ή      | ί      | ό      | ύ      | ώ      | ᾴ                 | ῄ                 | ῴ                 |     |
| —               | Grave        | ` | ὰ      | ὲ      | ὴ      | ὶ      | ὸ      | ὺ      | ὼ      | ᾲ                 | ῂ                 | ῲ                 |     |
| —               | Circonflesso | ῀ | ᾶ      |        | ῆ      | ῖ      |        | ῦ      | ῶ      | ᾷ                 | ῇ                 | ῷ                 |     |
| Dolce           | —            | ᾿ | ἀ      | ἐ      | ἠ      | ἰ      | ὀ      | ὐ      | ὠ      | ᾀ                 | ᾐ                 | ᾠ                 | ῤ   |
| Dolce           | Acuto        | ῎ | ἄ      | ἔ      | ἤ      | ἴ      | ὄ      | ὔ      | ὤ      | ᾄ                 | ᾔ                 | ᾤ                 |     |
| Dolce           | Grave        | ῍ | ἂ      | ἒ      | ἢ      | ἲ      | ὂ      | ὒ      | ὢ      | ᾂ                 | ᾒ                 | ᾢ                 |     |
| Dolce           | Circonflesso | ῏ | ἆ      |        | ἦ      | ἶ      |        | ὖ      | ὦ      | ᾆ                 | ᾖ                 | ᾦ                 |     |
| Aspro           | —            | ῾ | ἁ      | ἑ      | ἡ      | ἱ      | ὁ      | ὑ      | ὡ      | ᾁ                 | ᾑ                 | ᾡ                 | ῥ   |
| Aspro           | Acuto        | ῞ | ἅ      | ἕ      | ἥ      | ἵ      | ὅ      | ὕ      | ὥ      | ᾅ                 | ᾕ                 | ᾥ                 |     |
| Aspro           | Grave        | ῝ | ἃ      | ἓ      | ἣ      | ἳ      | ὃ      | ὓ      | ὣ      | ᾃ                 | ᾓ                 | ᾣ                 |     |
| Aspro           | Circonflesso | ῟ | ἇ      |        | ἧ      | ἷ      |        | ὗ      | ὧ      | ᾇ                 | ᾗ                 | ᾧ                 |     |
| Dieresi         | —            | ¨ |        |        |        | ϊ      |        | ϋ      |        |                   |                   |                   |     |
| Dieresi         | Acuto        | ΅ |        |        |        | ΐ      |        | ΰ      |        |                   |                   |                   |     |
| Dieresi         | Grave        | ῭ |        |        |        | ῒ      |        | ῢ      |        |                   |                   |                   |     |
| Dieresi         | Circonflesso | ῁ |        |        |        | ῗ      |        | ῧ      |        |                   |                   |                   |     |
| Macron          | —            | ˉ | ᾱ      |        |        | ῑ      |        | ῡ      |        |                   |                   |                   |     |
| Breve           | —            | ˘ | ᾰ      |        |        | ῐ      |        | ῠ      |        |                   |                   |                   |     |